# Libris-Literaturpreis
Der Libris-Literaturpreis (niederländisch: Libris Literatuur Prijs) ist ein jährlich ausgelobter niederländischer Preis für den besten fiktionalen niederländischsprachigen Roman des vergangenen Kalenderjahres. Namensgeber des Preises ist der Sponsor, die niederländische Buchhandelskette "Libris".
Nach Auswahl von 18 Titeln, der so genannten "longlist" (= lange Liste), folgt die Bekanntmachung der sechs Nominierungstitel ("shortlist" = kurze Liste) und schließlich die Bekanntgabe des Gewinners. Die Auswahl der Autoren und Titel wird durch eine Jury von fünf Personen vorgenommen, die durch den Initiator, die "Stiftung Literaturpreis" (Stichting Literatuur Prijs), zusammengestellt wird.
Der Juryvorsitzende gibt Mitte März in der Neuen Kirche (Nieuwe Kerk) in Amsterdam die "shortlist" mit den sechs Titeln bekannt, die in die engere Wahl für den Preis gekommen sind, der dann Mitte Mai im Spiegelsaal des Amsterdamer Amstel-Hotels überreicht wird. Der Autor des Gewinnertitels empfängt eine Urkunde und ein Preisgeld von 50.000 Euro, die Autoren der anderen Bücher auf der shortlist erhalten jeweils 2500 Euro Preisgeld.
Zusammen mit dem ECI-Literaturpreis und dem Fintro-Literaturpreis ist der Libris-Literaturpreis der höchstdotierte Literaturpreis der Niederlande und Flanderns.

## Empfänger und Titel
| Jahr | Land                   | Autor                  | Buch                                     | Deutscher Titel                                                              | ISBN Code              | ISBN E-Book            | ISBN Hörbuch           |
| ---- | ---------------------- | ---------------------- | ---------------------------------------- | ---------------------------------------------------------------------------- | ---------------------- | ---------------------- | ---------------------- |
| 2025 | Flagge der Niederlande | Safae el Khannoussi    | Oroppa                                   | —                                                                            | ISBN 978-94-933-3912-5 | —                      | —                      |
| 2024 | Flagge der Niederlande | Rob van Essen          | Ik kom hier nog op terug                 | —                                                                            | ISBN 978-90-254-7527-7 | ISBN 978-90-254-7528-4 | —                      |
| 2023 | Flagge der Niederlande | Anjet Daanje           | Het lied van ooievaar en dromedaris      | —                                                                            | ISBN 978-90-5452-410-6 | —                      | —                      |
| 2022 | Flagge der Niederlande | Mariken Heitman        | Wormmaan                                 | Wilde Erbsen, ISBN 978-3-608-98733-1                                         | ISBN 978-90-254-7072-2 | ISBN 978-90-254-7073-9 | ISBN 978-90-254-7259-7 |
| 2021 | Flagge der Niederlande | Jeroen Brouwers        | Cliënt E. Busken                         | —                                                                            | ISBN 978-90-254-5594-1 | ISBN 978-90-254-5627-6 | ISBN 978-90-254-5852-2 |
| 2020 | Flagge der Niederlande | Sander Kollaard        | Uit het leven van een hond               | Ein Tag und ein ganzes Leben, ISBN 978-3-98568-106-8                         | ISBN 978-90-282-9008-2 | ISBN 978-90-282-9108-9 | —                      |
| 2019 | Flagge der Niederlande | Rob van Essen          | De goede zoon                            | Der gute Sohn, ISBN 978-3-946120-63-6                                        | ISBN 978-90-254-5341-1 | ISBN 978-90-254-5342-8 | —                      |
| 2018 | Flagge der Niederlande | Murat Işık             | Wees onzichtbaar                         | —                                                                            | ISBN 978-90-414-2290-3 | ISBN 978-90-263-3805-2 | ISBN 978-90-476-2532-2 |
| 2017 | Flagge der Niederlande | Alfred Birney          | De tolk van Java                         | —                                                                            | ISBN 978-90-445-3644-7 | ISBN 978-90-445-3645-4 | —                      |
| 2016 | Flagge der Niederlande | Connie Palmen          | Jij zegt het                             | Du sagst es, ISBN 978-3-257-06974-7                                          | ISBN 978-90-446-2810-4 | ISBN 978-90-446-2908-8 | —                      |
| 2015 | Flagge der Niederlande | Adriaan van Dis        | Ik kom terug                             | Das verborgene Leben meiner Mutter, ISBN 978-3-426-28162-8                   | ISBN 978-90-254-4453-2 | ISBN 978-90-254-4433-4 | —                      |
| 2014 | Flagge der Niederlande | Ilja Leonard Pfeijffer | La Superba                               | Das schönste Mädchen von Genua, ISBN 978-3-351-03626-3                       | ISBN 978-90-295-8727-3 | ISBN 978-90-295-8747-1 | —                      |
| 2013 | Flagge der Niederlande | Tommy Wieringa         | Dit zijn de namen                        | Dies sind die Namen, ISBN 978-3-446-24739-0                                  | ISBN 978-90-234-7269-8 | ISBN 978-90-234-7571-2 | —                      |
| 2012 | Flagge der Niederlande | A.F.Th. v.d. Heijden   | Tonio                                    | Tonio – Ein Requiemroman, ISBN 978-3-518-42259-5                             | ISBN 978-90-234-5954-5 | ISBN 978-90-234-6701-4 | —                      |
| 2011 | Flagge von Belgien     | Yves Petry             | De maagd Marino                          | In Paradisum, ISBN 978-3-902844-91-0                                         | ISBN 978-90-234-7295-7 | ISBN 978-90-234-4907-2 | —                      |
| 2010 | Flagge von Belgien     | Bernard Dewulf         | Kleine dagen                             | —                                                                            | ISBN 978-90-450-1579-8 | ISBN 978-90-450-6851-0 | —                      |
| 2009 | Flagge von Belgien     | Dimitri Verhulst       | Godverdomse dagen op een godverdomse bol | Gottverdammte Tage auf einem gottverdammten Planeten, ISBN 978-3-630-62176-0 | ISBN 978-90-254-2953-9 | ISBN 978-90-254-3118-1 | ISBN 978-90-254-2976-8 |
| 2008 | Flagge der Niederlande | D. Hooijer             | Sleur is een roofdier                    | —                                                                            | ISBN 978-90-282-4071-1 | —                      | —                      |
| 2007 | Flagge der Niederlande | Arnon Grunberg         | Tirza                                    | Tirza, ISBN 978-3-257-06637-1                                                | ISBN 978-90-388-9059-3 | ISBN 978-90-388-9151-4 | ISBN 978-90-77858-38-7 |
| 2006 | Flagge der Niederlande | K. Schippers           | Waar was je nou                          | —                                                                            | ISBN 90-214-8036-0     | ISBN 90-214-3623-X     | ISBN 90-476-0062-2     |
| 2005 | Flagge der Niederlande | Willem Jan Otten       | Specht en zoon                           | Specht und Sohn, ISBN 978-3-10-057606-4                                      | ISBN 90-282-4037-3     | —                      | ISBN 90-5444-139-9     |
| 2004 | Flagge der Niederlande | Arthur Japin           | Een schitterend gebrek                   | Die Verführung, ISBN 3-89561-411-4                                           | ISBN 90-295-7364-3     | ISBN 90-295-6857-7     | ISBN 90-5444-575-0     |
| 2003 | Flagge der Niederlande | Abdelkader Benali      | De langverwachte                         | —                                                                            | ISBN 90-79487-04-X     | —                      | —                      |
| 2002 | Flagge der Niederlande | Robert Anker           | Een soort Engeland                       | —                                                                            | ISBN 90-78432-27-6     | —                      | —                      |
| 2001 | Flagge der Niederlande | Tomas Lieske           | Franklin                                 | Franklin, ISBN 3-498-03914-8                                                 | ISBN 90-214-7292-9     | —                      | —                      |
| 2000 | Flagge der Niederlande | Thomas Rosenboom       | Publieke werken                          | Neue Zeiten, ISBN 3-421-05663-3                                              | ISBN 90-417-0717-4     | ISBN 90-214-3619-1     | —                      |
| 1999 | Flagge der Niederlande | Harry Mulisch          | De procedure                             | Die Prozedur, ISBN 3-499-23180-8                                             | ISBN 90-234-6694-2     | ISBN 90-234-4769-7     | —                      |
| 1998 | Flagge der Niederlande | J. J. Voskuil          | Het bureau 3: Plankton                   | Das Büro 3: Plankton, ISBN 978-3-95732-008-7                                 | ISBN 90-282-0955-7     | —                      | —                      |
| 1997 | Flagge von Belgien     | Hugo Claus             | De geruchten                             | Das Stillschweigen, ISBN 3-608-93418-9                                       | ISBN 90-234-6302-1     | ISBN 90-234-4329-2     | —                      |
| 1996 | Flagge der Niederlande | Alfred Kossmann        | Huldigingen                              | —                                                                            | ISBN 90-214-7157-4     | —                      | —                      |
| 1995 | Flagge der Niederlande | Thomas Rosenboom       | Gewassen vlees                           | Das Liebeswerk, ISBN 3-518-41186-1                                           | ISBN 90-214-3718-X     | ISBN 90-214-3617-5     | —                      |
| 1994 | Flagge der Niederlande | Frida Vogels           | De harde kern                            | —                                                                            | ISBN 90-282-0842-9     | —                      | —                      |

## Liste der Nominierten (Shortlist)
| Jahr | Die nominierten Autoren mit ihren Büchern (Shortlist ohne die Preisträger) |
| 2025 | Maurits de Bruijn – Man maakt stuk, Guido van Heulendonk – De kroon met twee pieken, Falun Ellie Koos – Rouwdouwers, Marijke Schermer – In het oog, Joost de Vries – Hogere machten                                                        |
| 2024 | Cobi van Baars – De Onbedoelden, Sacha Bronwasser – Luister, Esther Gerritsen – Gebied 19, Frank Nellen – De Onzichtbaren, Maud Vanhauwaert – Tosca                                                                                        |
| 2023 | Oek de Jong – Man zonder rijbewijs, Donald Niedekker – Waarachtige beschrijvingen uit de permafrost, Yves Petry – Overal zit mens, Peter Terrin – De gebeurtenis, Peter Zantingh – Tussentijds                                             |
| 2022 | Nico Dros – Willem die Madoc maakte, Auke Hulst – De Mitsukoshi Troostbaby Company, Deniz Kuypers – De atlas van overal, Renée van Marissing – Onze kinderen, Lisa Weeda – Aleksandra                                                      |
| 2021 | Simone Atangana Bekono – Confrontaties, Geerda Blees – Wij zijn licht, Merijn de Boer – De saamhorigheidsgroep, Erwin Mortier – De onbevlekte, Marieke Lucas Rijneveld – Mijn lieve gunsteling                                             |
| 2020 | Saskia de Coster – Nachtouders, Wessel te Gussinklo – De hoogstapelaar, Oek de Jong – Zwarte schuur, Marijke Schermer – Liefde, als dat het is, Manon Uphoff – Vallen is als vliegen                                                       |
| 2019 | Jan van Aken – De ommegang, Johan de Boose – Het vloekhout, Esther Gerritsen – De trooster, Bregje Hofstede – Drift, Ilja Leonard Pfeijffer – Grand Hotel Europa                                                                           |
| 2018 | Martin Michael Driessen – De pelikaan, Marjolijn van Heemstra – En we noemen hem, Ilja Leonard Pfeijffer – Peachez, een romance, Arjen van Veelen – Aantekeningen over het verplaatsen van obelisken, Tommy Wieringa – De heilige Rita     |
| 2017 | Walter van den Berg – Schuld, Arnon Grunberg – Moedervlekken, Jeroen Olyslaegers – Wil, Marja Pruis – Zachte riten, Lize Spit – Het smelt                                                                                                  |
| 2016 | Alex Boogers - Alleen met de goden, Joke van Leeuwen - De onervarenen, Inge Schilperoord – Muidhond, P.F. Thomése - De onderwaterzwemmer, Thomas Verbogt - Als de winter voorbij is                                                        |
| 2015 | Esther Gerritsen – Roxy, Kees ’t Hart - Teatro Olimpico, Gustaaf Peek - Godin, held, Peter Terrin - Monte Carlo, Niña Weijers - De consequenties                                                                                           |
| 2014 | Stefan Hertmans, Oorlog en terpentijn, Tom Lanoye, Gelukkige slaven, Marente de Moor, Roundhay, tuinscène, Jeroen Theunissen, De omwegen, Robbert Welagen, Het verdwijnen van Robbert                                                      |
| 2013 | Esther Gerritsen – Dorst, Arnon Grunberg – De man zonder ziekte, Oek de Jong – Pier en oceaan, Elvis Peeters – Dinsdag, Christiaan Weijts – Euforie                                                                                        |
| 2012 | Jeroen Brouwers - Bittere bloemen, Miquel Bulnes - Het bloed in onze aderen, Jan Van Loy - Ik, Hollywood, Jan van Mersbergen - Naar de overkant van de nacht, Ivo Victoria - Gelukkig zijn we machteloos                                   |
| 2011 | Gerbrand Bakker - De omweg, Peter Buwalda - Bonita Avenue, Adriaan van Dis - Tikkop, Esther Gerritsen - Superduif, Arnon Grunberg - Huid en Haar                                                                                           |
| 2010 | Walter van den Broeck - Terug naar Walden, Marie Kessels – Ruw, Mensje van Keulen - Een goed verhaal, Tom Lanoye – Sprakeloos, Peter Terrin - De bewaker                                                                                   |
| 2009 | Anna Enquist – Contrapunt, Rob van Essen – Visser, Arnon Grunberg – Onze oom, Charlotte Mutsaers – Koetsier Herfst, Robert Vuijsje – Alleen maar nette mensen                                                                              |
| 2008 | Jeroen Brouwers - Datumloze dagen, Marjolijn Februari - De literaire kring, Louise O. Fresco - De utopisten, D. Hooijer - Sleur is een roofdier, Marc Legendre – Verder, Koen Peeters - Grote Europese Roman                               |
| 2007 | Gerbrand Bakker - Boven is het stil, Louis van Dievel - De Pruimelaarstraat, Tom Lanoye - Het derde huwelijk, Sana Valiulina - Didar en Faroek, L.H. Wiener - De verering van Quirina T.                                                   |
| 2006 | Stefan Brijs - De engelenmaker, Michael Frijda - Ritselingen, Elvis Peeters - De ontelbaren, Jan Siebelink - Knielen op een bed violen, Tommy Wieringa - Joe Speedboot                                                                     |
| 2005 | Marja Brouwers - Casino, Stephan Enter - Lichtjaren, Rob van der Linden - Het logboek van Brandaan, Patricia De Martelaere - Het onverwachte antwoord, Christine Otten - De laatste dichters                                               |
| 2004 | H.C. ten Berge - Blauwbaards ontwaken, Bernlef - Buiten is het maandag, Tomas Lieske - Gran café Boulevard, Nicolien Mizee - Toen kwam moeder met een mes, Rashid Novaire - Maïsroest                                                      |
| 2003 | Marek van der Jagt - Gstaad 95-98, Oek de Jong - Hokwerda’s kind, Rob van der Linden - De hand, de kaars en de mot, Doeschka Meijsing - 100% chemie, Allard Schröder - De hydrograaf                                                       |
| 2002 | Jan Brokken - Voel maar, Geertrui Daem – Koud, Margriet de Moor – Kreutzersonate, Harry Mulisch – Siegfried, Chaja Polak - Over de grens                                                                                                   |
| 2001 | J. Bernlef – Boy, Erwin Mortier - Mijn tweede huid, Frank Noë - Het gemaal, Wanda Reisel - Een man een man, Toon Tellegen - De trein naar Pavlovsk en Oostvoorne                                                                           |
| 2000 | Stephan Enter – Winterhanden, Kees ’t Hart - De revue, Erwin Mortier – Marcel, Helga Ruebsamen - Beer is terug, Peter Verhelst - Tongkat. Een verhalenbordeel                                                                              |
| 1999 | H.M. van den Brink - Over het water, Paul Claes - De Phoenix, Cees Noteboom – Allerzielen, Nanne Tepper - De vaders van de gedachte, Ernst Timmer - De stille omgang                                                                       |
| 1998 | Arnon Grunberg - Figuranten, Geerten Meijsing - Tussen mes en keel, Nelleke Noordervliet - Uit het paradijs, Helga Ruebsamen - Het lied en de waarheid, Manon Uphoff - Gemis                                                               |
| 1997 | Abdelkader Benali - Bruiloft aan zee, A.F.Th. van der Heijden - Het Hof van Barmhartigheid und Onder het plaveisel het moeras, Margriet de Moor - Hertog van Egypte, Wanda Reisel - Baby Storm, J. J. Voskuil - Het bureau 2: Vuile handen |
| 1996 | J. Bernlef - Cellojaren, Oscar van den Boogaard - De heerlijkheid van Julia, Wessel te Gussinklo - De opdracht, Marie Kessels - De god met gouden ballen, Tomas Lieske - Nachtkwartier                                                     |
| 1995 | Adriaan van Dis - Indische duinen, Renate Dorrestein - Een sterke man, Stefan Hertmans - Naar Merelbeke, Nicolaas Matsier - Gesloten huis, Willem van Toorn - Het verhaal van een middag                                                   |
| 1994 | Paul Claes - De Sater, Inez van Dullemen - Het land van rood en zwart, Margriet de Moor - De virtuoos, Leo Pleysier - De Gele Rivier is bevrozen, Henk van Woerden - Moenie kyk nie                                                        |